# Liste der Baudenkmäler in Vaterstetten
Auf dieser Seite sind die Baudenkmäler in der oberbayerischen Gemeinde Vaterstetten zusammengestellt. Diese Tabelle ist eine Teilliste der Liste der Baudenkmäler in Bayern. Grundlage ist die Bayerische Denkmalliste, die auf Basis des Bayerischen Denkmalschutzgesetzes vom 1. Oktober 1973 erstmals erstellt wurde und seither durch das Bayerische Landesamt für Denkmalpflege geführt wird. Die folgenden Angaben ersetzen nicht die rechtsverbindliche Auskunft der Denkmalschutzbehörde.
 Die Liste gibt den Fortschreibungsstand vom 23. Januar 2019 wieder und umfasst sechzehn Baudenkmäler.

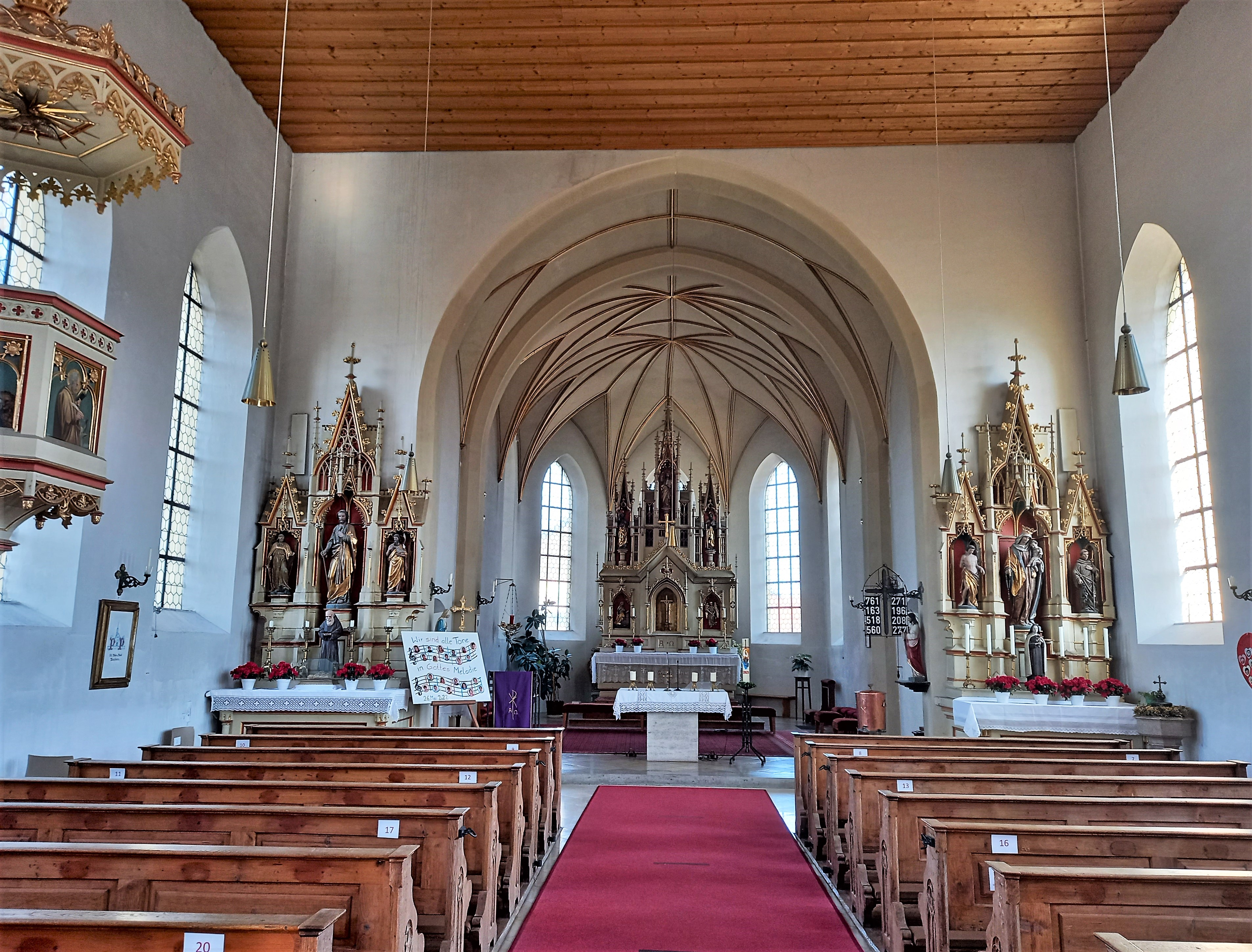
Innenraum von St. Peter und Paul in Neufarn

## Baudenkmäler nach Gemeindeteilen

### Vaterstetten
| Lage                       | Objekt                                   | Beschreibung | Akten-Nr.     | Bild                                     |
| -------------------------- | ---------------------------------------- | --- | ------------- | ---------------------------------------- |
| Dorfstraße 1 (Standort)    | Wohnhaus (sogenanntes Scheckenhoferhaus) | Eingeschossiger Satteldachbau mit Zwerchhaus und Balkon mit schmiedeeisernem Geländer, 1906. | D-1-75-132-12 | Wohnhaus (sogenanntes Scheckenhoferhaus) |
| Dorfstraße 26 (Standort)   | Katholische Filialkirche St. Pankratius  | Romanischer Saalbau aus verputzten Tuffsteinquadern, um 1200, dreiseitig geschlossener Chor mit angefügter Sakristei und Dachreiter mit Zwiebelhaube 17. Jahrhundert, Barockisierung um 1740; mit Ausstattung. | D-1-75-132-1  | weitere Bilder                           |
| Luitpoldring 12 (Standort) | Wohnhaus                                 | Eingeschossiger Satteldachbau mit Zwerchhaus, Erker, Wintergarten und Giebellaube, im Dachbereich verschindelt, im Heimatstil, 1910.                                                                           | D-1-75-132-18 | Wohnhaus                                 |

### Baldham
| Lage                                | Objekt                                                        | Beschreibung | Akten-Nr.     | Bild           |
| ----------------------------------- | ------------------------------------------------------------- | --- | ------------- | -------------- |
| Gartenstraße 13 (Standort)          | Wohnhaus                                                      | Eingeschossiger Satteldachbau mit weitem Dachüberstand, polygonalem Eckerker, Garage und verbretterter Giebellaube, im alpenländischen Heimatschutzstil, von Lenz Strohschneider, 1936.                                                                                       | D-1-75-132-16 | Wohnhaus       |
| Vaterstettener Straße 14 (Standort) | Katholische Filialkirche St. Korbinian, ehemals St. Magdalena | Kleiner schlichter Saalbau mit dreiseitigem Chorschluss und südlichem Flankenturm mit Zeltdach, im Kern romanisch, teilweise Neubau und barocker Ausbau 1656/61; mit Ausstattung.                                                                                             | D-1-75-132-2  | weitere Bilder |
| Waldstraße 17 (Standort)            | Ehemaliger Atelierbau des Bildhauers Josef Thorak (1889–1952) | Hohe kubische Halle mit Oberlicht, Putzbau mit Hausteingliederungen, von Albert Speer, um 1937; zwei Nebengebäude, in Blockbauweise, gleichzeitig; zwei monumentale Kalksteinreliefs, von Josef Thorak; Parkanlage, gleichzeitig; Toreinfahrt, massive Pfeiler, gleichzeitig. | D-1-75-132-11 | weitere Bilder |

### Neufarn
| Lage                                     | Objekt                                                 | Beschreibung | Akten-Nr.    | Bild           |
| ---------------------------------------- | ------------------------------------------------------ | --- | ------------ | -------------- |
| Münchener Straße (bei Nr. 22) (Standort) | Lourdeskapelle                                         | Kleiner neugotischer Einraum mit dreiseitigem Schluss, Putzgliederung und Treppengiebel, um 1870/80; mit Ausstattung. | D-1-75-132-4 | weitere Bilder |
| Münchener Straße 1 (Standort)            | Gasthof Stangl                                         | Großer zweigeschossiger Giebelbau mit Krüppelwalmdach, seitlichem Anbau, Erker und Hausmadonna, im historisierenden Jugendstil, bezeichnet mit „1903“; Remise, langgestreckter Holzständerbau mit geschlepptem Satteldach, gleichzeitig. | D-1-75-132-5 | weitere Bilder |
| Münchener Straße 12 (Standort)           | Ehemaliges Kuraten- und Schulhaus                      | Zweigeschossiger Kubus mit Walmdach und Stichbogenfenstern im Stil der Maximilianszeit, 1844. | D-1-75-132-6 | weitere Bilder |
| Münchener Straße 16 (Standort)           | Katholische Filialkirche St. Peter und Paul            | Neugotischer Saalbau mit leicht eingezogenem Polygonalchor, angefügter Sakristei und nördlichem Flankenturm mit Spitzhelm, 1868; mit Ausstattung.                                                                                        | D-1-75-132-3 | weitere Bilder |
| Purfinger Straße 1 (Standort)            | Wohnteil des ehemaligen Kleinbauernhauses „beim Lukas“ | Erdgeschossiger breitgelagerter Satteldachbau, um 1840. | D-1-75-132-7 | weitere Bilder |

### Parsdorf
| Lage                              | Objekt                          | Beschreibung | Akten-Nr.     | Bild           |
| --------------------------------- | ------------------------------- | --- | ------------- | -------------- |
| Dorfplatz 4 (Standort)            | Katholische Kirche St. Nikolaus | Schmaler Saalbau mit eingezogenem Polygonalchor und südlichen Flankenturm, spätgotisch, bezeichnet mit „1473“, Langhaus barock erneuert 1723; mit Ausstattung.                  | D-1-75-132-8  | weitere Bilder |
| Feldkirchener Straße (Standort)   | Wegkapelle                      | Kleiner Putzbau mit Apsis und Dachreiter, erste Hälfte 19. Jahrhundert. | D-1-75-132-15 | weitere Bilder |
| Feldkirchener Straße 4 (Standort) | Brennerei                       | Zweigeschossiger Blankziegelbau mit Krüppelwalmdach, Zwerchhaus und Zwerchhausrisalit sowie rückwärtigem, eingeschossigem Pultdachanbau mit Schornstein, bezeichnet mit „1902“. | D-1-75-132-13 | weitere Bilder |

### Purfing
| Lage                           | Objekt                                  | Beschreibung | Akten-Nr.    | Bild           |
| ------------------------------ | --------------------------------------- | --- | ------------ | -------------- |
| Neufarner Straße 17 (Standort) | Katholische Filialkirche St. Laurentius | Spätgotischer Saalbau mit eingezogenem Dreiseitchor, angefügter Sakristei und nördlichem Flankenturm, verputzter Backstein, Anfang 16. Jahrhundert; mit Ausstattung. | D-1-75-132-9 | weitere Bilder |

### Weißenfeld
| Lage                               | Objekt                                    | Beschreibung | Akten-Nr.     | Bild           |
| ---------------------------------- | ----------------------------------------- | --- | ------------- | -------------- |
| Feldkirchener Straße 13 (Standort) | Katholische Filialkirche St. Bartholomäus | Schlichter Saalbau mit leicht eingezogenem Polygonalchor und kräftigem Südturm, im Kern romanisch, spätgotischer Chor spätes 15. Jahrhundert, barockisiert und Turmoberbau mit Zwiebelhaube um 1720; mit Ausstattung. | D-1-75-132-10 | weitere Bilder |